# FastLZ
FastLZ est un algorithme de compression de données sans perte rapide développé à partir 2007 par Ariya Hidayat et inspiré de LZV et LZF.
Il s'agit aussi de l'implémentation de référence en C de cet algorithme.

## Caractéristiques
FastLZ est un algorithme de type LZ77, c'est-à-dire de compression par dictionnaire.
Il est conçu pour être extrêmement rapide, tant à la compression qu'à la décompression, aux dépens du ratio de compression. Il est ainsi comparable à LZO, QuickLZ, Snappy ou LZ4.

## Utilisations
FastLZ est notamment utilisé dans des contextes aussi variés que le proxy Apache Traffic Server ou le serveur de cache Memcached.
Il existe des interfaces vers différents langages, tels que Lua ou PHP.

## Licence
L'implémentation de référence en langage C de l'algorithme est distribuée sous licence MIT.